# Todd Bertuzzi
Todd Bertuzzi (Greater Sudbury, 2 febbraio 1975) è un hockeista su ghiaccio canadese.

## Carriera
Scelto al draft 1993 dai New York Islanders, che lo mise poi sotto contratto due anni dopo, ha giocato per tutta la sua carriera in NHL, eccettuata qualche apparizione in IHL nella sua seconda stagione da professionista. Ha superato le 1000 presenze nel campionato il 20 febbraio 2011.
Con la maglia della nazionale canadese ha disputato due campionati mondiali (1998 e 2000, chiusi rispettivamente al 6º ed al 4º posto), ed i giochi olimpici di Torino 2006 (chiusi al 7º posto).